# Aspis (bateau)
Pour les articles homonymes, voir Aspis (homonymie).

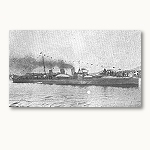
image du bateau Aspis

L’Aspis (en grec : Ασπίς) est un destroyer de la marine hellénique en service entre 1907 et 1945.
Commandé à l'Allemagne en 1905, l’Aspis est l'un des quatre destroyers de classe Niki. Construit par AG Vulcan Stettin, il est livré à la Grèce en 1907. Confisqué par la France pendant la Première Guerre mondiale, il n'est rendu à Athènes qu'en 1918. Il sert ensuite durant la guerre gréco-turque. Rénové entre 1925 et 1927, l'Aspis sert ensuite durant la Seconde Guerre mondiale.